# Ma’ale Amos
Ma’ale Amos (hebr. מעלה עמוס) – wieś i osiedle żydowskie położone w Samorządzie Regionu Gusz Ecjon, w Dystrykcie Judei i Samarii, w Izraelu.

## Położenie
Osiedle jest położone w bloku Gusz Ecjon na Wyżynie Judzkiej, na północ od Hebronu w Judei, w otoczeniu terytoriów Autonomii Palestyńskiej.

## Historia
Osadę założyli w 1981 żydowscy osadnicy.